# Bajt Iksa
Bajt Iksa (arab. بيت إكسا; hebr. בית איכסא; ang. Beit Iksa) – wioska położona w muhafazie Jerozolima w Autonomii Palestyńskiej.

## Położenie
Wioska Bajt Iksa leży w muhafazie Jerozolima w Strefie C Autonomii Palestyńskiej, która znajduje się pod cywilną administracją Izraela. W odległości około 1 km na zachód od wioski przebiega mur bezpieczeństwa, oddzielający terytorium Izraela od Autonomii Palestyńskiej - sama wioska leży po stronie izraelskiej. Po tej samej stronie, w jej otoczeniu znajduje się miejscowość Mewasseret Cijjon, osiedle Har Szmuel (dzielnica miejscowości Giwat Ze’ew), dzielnica Jerozolimy Ramot i cmentarz Har ha-Menuchot, oraz arabska wioska An-Nabi Samu’il. Po stronie palestyńskiej znajduje się miasto Biddu i wioska Bajt Surik.

## Środowisko naturalne
Bajt Iksa jest położona na wschodnich zboczach wzgórza na wysokości od 700 do 780 metrów n.p.m., w południowej części Samarii. Na wschód od wioski w głębokim wadi przepływa strumień Nabi Samuil, a w wadi na zachód od wioski płynie strumień Luz. Okoliczny teren tworzą liczne wzgórza.

## Historia
Brak informacji o dokładnej dacie powstania wioski, jednak w V wieku na pewno już istniała. Nosiła wówczas nazwę Umm el-'Ela, i była położona przy jednym z historycznych szlaków łączących równinę przybrzeżną z Jerozolimą. Gdy w 1099 roku Krzyżowcy podbili Palestynę, wieś była znana pod nazwą Jenanara. W 1517 roku przeszła pod panowanie Imperium Osmańskiego. W rejestrach podatkowych z 1596 roku pojawia się już pod nazwą Bajt Iksa. Liczyła wówczas 79 muzułmańskich gospodarstw. Mieszkańcy płacili podatki z upraw pszenicy, jęczmienia, drzew oliwnych, winnic, drzew owocowych, hodowli kóz i pszczelarstwa. W 1841 roku lokalny przywódca Abd al-Kadir al-Chatib zbudował zamek w południowej części wioski. Pięć lat później jeden z jego braci wybudował drugi mniejszy zamek w drugiej części wioski. W 1863 roku francuski podróżnik Victor Guérin odwiedził wieś i opisał ją - liczyła wówczas 300 mieszkańców, a w jej otoczeniu uprawiano drzewa oliwne i winorośl. W 1883 roku brytyjskie stowarzyszenie Palestine Exploration Fund opisało Bajt Iksa jako „wieś średniej wielkości, z kamiennymi domami. W pobliżu, po stronie północnej znajduje się drzewo poświęcone skądinąd nieznanemu prorokowi Nabī Leimûun. Wokół wioski jest kilka drzew oliwnych”.
W wyniku I wojny światowej, cała Palestyna przeszła pod panowanie Brytyjczyków, którzy utworzyli Mandat Palestyny. Spis ludności przeprowadzony w 1922 roku wykazał, że w Bajt Iksa mieszkało 791 muzułmanów, a w 1931 roku 1003 mieszkańców. Według danych z 1945 roku do wsi należały ziemie o powierzchni 927,3 ha. We wsi mieszkało wówczas 1410 osób.
| Własność gruntów | Powierzchnia gruntów [ha] |
| ---------------- | ------------------------- |
| Arabowie         | 817,9                     |
| Żydzi            | 107,3                     |
| publiczne        | 2,1                       |
| Razem            | 927,3                     |

| Rodzaj użytkowanych gruntów | Arabowie [ha] | Żydzi [ha] |
| --------------------------- | ------------- | ---------- |
| uprawy nawadniane           | 142,7         | 9,1        |
| uprawy zbóż                 | 269           | 17,6       |
| uprawy oliwek               | 39,2          | 0          |
| nieużytki                   | 404           | 80,6       |
| zabudowane                  | 4,3           | 0          |

Przyjęta 29 listopada 1947 roku Rezolucja Zgromadzenia Ogólnego ONZ nr 181 zakładała podział Palestyny na dwa państwa: żydowskie i arabskie, oraz mała międzynarodowa strefa obejmująca Jerozolimę i Betlejem. Strefa międzynarodowa miała pozostawać poza granicami obu państw i być zarządzana przez Narody Zjednoczone, które stawały się gwarantem bezpieczeństwa wszystkich świętych miejsc Chrześcijaństwa, Islamu i Judaizmu w obu miastach. Plan podziału przyznawał obszar wioski Bajt Iksa państwu arabskiemu. Żydzi zaakceptowali plan podziału, jednak Arabowie doprowadzili dzień później do wybuchu wojny domowej w Mandacie Palestyny. W owym czasie w rejonie wioski działały siły Arabskiej Armii Wyzwoleńczej, które sparaliżowały żydowską komunikację w całym regionie. Na północ od Jerozolimy pozostała izolowana żydowska enklawa osad Atarot i Newe Ja’akow. Aby uzyskać z nimi komunikację, pod koniec kwietnia 1948 roku przeprowadzono operację Jewusi. W jej trakcie doszło do ciężkich walk o wioskę, w których zniszczeniu uległo wiele budynków. Na samym początku I wojny izraelsko-arabskiej w maju 1948 roku wioskę zajęły oddziały jordańskiego Legionu Arabskiego. Po wojnie wieś weszła w skład terytorium okupowanego przez Transjordanię.
Podczas wojny sześciodniowej w 1967 roku wioskę zajęły wojska izraelskie. Podczas wojny większość mieszkańców została zmuszona do ucieczki, a ich miejsce zajęli uchodźcy. Bajt Iksa znalazła się na okupowanym przez Izrael terytorium Zachodniego Brzegu Jordanu. W wyniku zawartego w 1993 roku Porozumienia z Oslo, utworzono Autonomię Palestyńską. Wioska Bajt Iksa weszła wówczas w skład Strefy C, w której cywilną administrację oraz sprawy bezpieczeństwa sprawowali Izraelczycy. Po upadku w 2004 roku arabskiej intifady Al-Aksa, Izraelczycy przystąpili do tworzenia strefy buforowej oddzielającej ziemie gminy Jerozolimy od obszaru muru bezpieczeństwa, który oddziela terytorium Izraela od Autonomii Palestyńskiej.

## Demografia
Według danych Palestyńskiego Centrum Danych Statystycznych, w 2006 roku w Bajt Iksa mieszkało 1600 mieszkańców, z czego większość stanowią Arabowie muzułmanie.

## Turystyka
W pobliżu wioski w 2009 roku utworzono rezerwat przyrody Alloni Szemu’el. Obejmuje on powierzchnię 15 ha, na których objęto ochroną największe w kraju dęby.

## Transport
Z wioski wyjeżdża się lokalną drogą na północny wschód na drogę nr 436, którą jadąc na południe dojeżdża się do jerozolimskiego osiedla Ramot (Palestyńczycy nie mają jednak swobodnego wjazdu do Izraela, i przed wjazdem do osiedla znajduje się punkt kontrolny Ramot), lub na północny zachód do arabskiej wioski An-Nabi Samu’il i dalej do żydowskiego osiedla Har Szmuel. Drugą lokalną drogą można wyjechać z wioski na północny zachód i dojechać do drogi prowadzącej z Har Szmuel do przejścia granicznego z „enklawą Biddu”. Znajduje się tutaj miasto Biddu. Enklawa jest połączona z miastem Ramallah drogą z podziemnymi tunelami, która jest otoczona murem z obu stron. W ten sposób dojeżdża się do wioski Al-Dżib i miasta Bir Nabala, które znajdują się w „enklawie Bir Nabala”.